# Rue Volta
Pour les articles homonymes, voir Volta.
La rue Volta est une rue située dans le quartier du Marais, au sein du 3e arrondissement de Paris.

## Situation et accès
Ce site est desservi par les lignes 3 et 11 à la station de métro Arts et Métiers.

## Origine du nom
Cette rue porte le nom du physicien italien Alessandro Volta (1745-1827).

## Historique
Jusqu'à la construction de l'enceinte de Charles V, c'était l'un des premiers tronçons de la route de Meaux. On en retrouve le tracé dans les actuelles rue de la Grange-aux-Belles, rue de Meaux et rue de Lancry mais sa continuité est restée interrompue par la butte Saint-Martin, amoncellement constitué par les déblais de la construction de ce rempart augmentés d'immondices accumulés pendant plusieurs siècles, puis par la rue Meslay et le boulevard Saint-Martin établis au XVIIe siècle sur cette colline qui avait été aménagée en bastion vers 1600.
En vertu d'un décret du Président de la République, Louis Napoléon Bonaparte, en date du 18 février 1851, la « rue Frépillon », la « rue de la Croix » et la « rue du Pont-aux-Biches-Saint-Martin » ont été réunies sous la seule dénomination de « rue Volta ».

### Rue Frépillon
La « rue Frépillon » qui est citée dans un manuscrit de l'abbaye Sainte-Geneviève de 1450 sous le nom de « rue de Frepillon » allait de la rue au Maire à la rue Phélipeaux.
Elle devait son nom à la famille Ferpillon, qui y demeurait au XIIIe siècle. Cette dénomination a été altérée au fil du temps, et l'on a écrit « rue Ferpeillon », « rue Serpillon » et « rue Frépillon ».
Elle est citée sous le nom de « rue Frépillon » dans un manuscrit de 1636.
Une décision ministérielle du 4 floréal an VIII (24 avril 1800), fixa la moindre largeur de cette voie publique à 8 m, une ordonnance royale du 16 mai 1833 a porté cette largeur à 10 m et une autre ordonnance royale du 10 février 1847, modifie les angles de la rue Réaumur et de la rue Phélipeaux.

### Rue de la Croix
La « rue de la Croix » qui allait de la rue Phélipeaux à la rue du Vertbois fut ouverte au XIVe siècle sur un canton de la « Courtille Saint-Martin », appelé la rue de la « Croix-Neuve », situé hors des murs de la ville, et en retint le nom de « rue de la Croix ». 
Elle est citée sous le nom de « rue de la Croix » dans un manuscrit de 1636.
Une décision ministérielle du 4 floréal an VIII (24 avril 1800), fixa la moindre largeur de cette voie publique à 7 m, cette largeur étant portée à 10 m par une ordonnance royale du 7 septembre 1845.

### Rue du Pont-aux-Biches-Saint-Martin
La « rue du Pont-aux-Biches-Saint-Martin » (appelée ainsi pour la distinguer de la rue du Pont-aux-Biches-Saint-Marcel située rive gauche), qui datait de 1530, allait de la rue du Vertbois à la rue Notre-Dame-de-Nazareth et tirait son nom d'un pont très étroit jeté sur un ancien égout et d'une enseigne des biches.
Une décision ministérielle du 4 floréal an VIII (24 avril 1800), fixa la moindre largeur de cette voie publique à 9 m, cette largeur étant portée à 10 m par une ordonnance royale du 7 septembre 1845.

## Bâtiments remarquables et lieux de mémoire

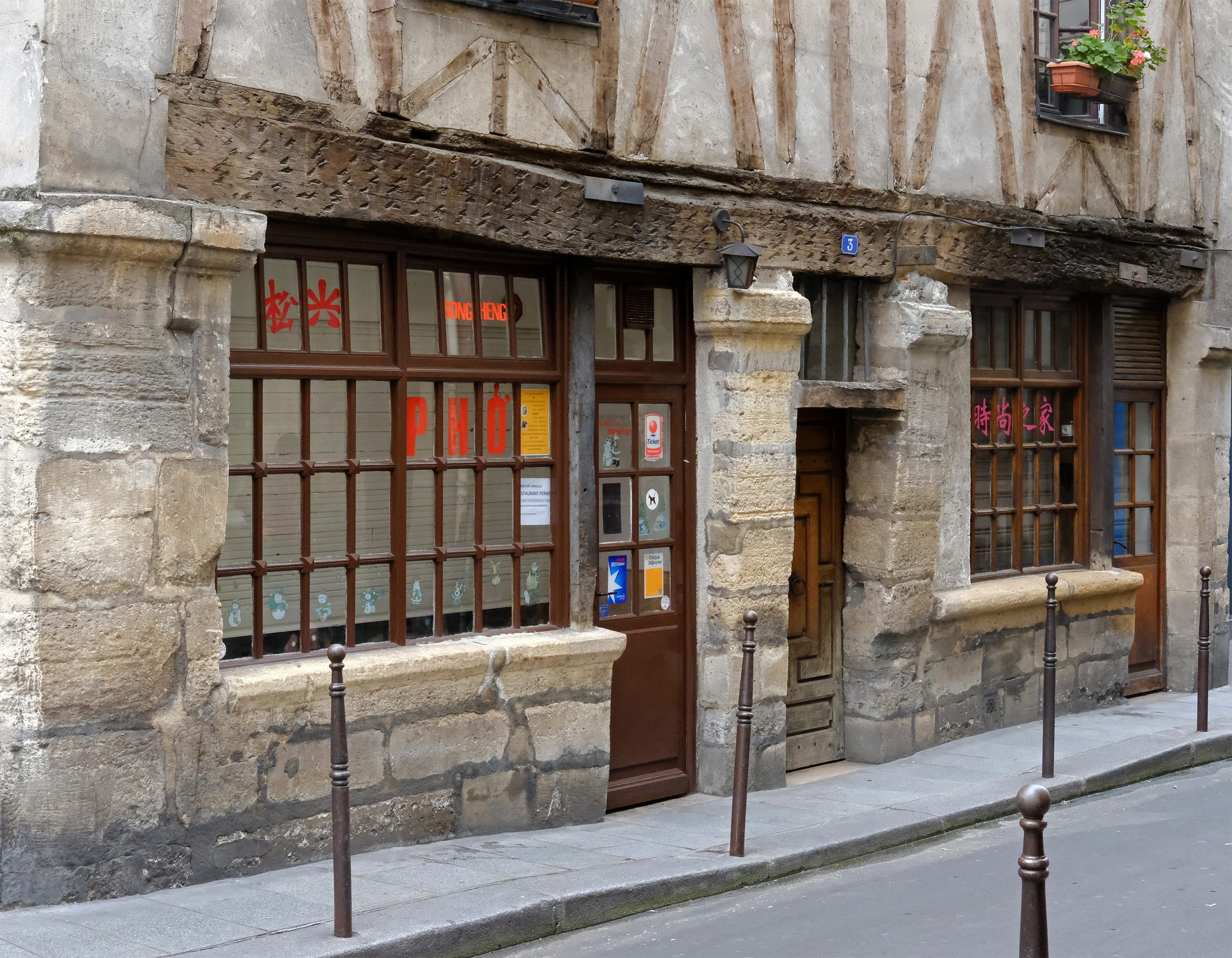
Maison du no 3 : détail du rez-de-chaussée.

On a longtemps pensé que la maison du no 3, maison à pans de bois apparents, était la plus vieille maison de Paris et qu'elle datait de 1300, avant d'établir en 1979 que cette bâtisse se trouvait sur le terrain occupé par le jardin d'une maison voisine aujourd'hui disparue, et qu'il était encore vierge de toute construction en 1644, la maison ayant probablement été bâtie entre 1644 et 1654. En fait, sauf nouvelle surprise, la plus ancienne maison de Paris se trouve non loin de là, au 51, rue de Montmorency. Il s'agit de la maison de Nicolas Flamel, datant de 1407.
Au no 37 se trouve le théâtre du Marais.

## Littérature
Rue Volta est un poème de Raymond Queneau, dans le recueil Courir les rues (1967).
« La petite échoppe ancienne

au cinq de la rue Volta

rareté électricienne

dont le nom s’égara là

garala garala

garala pile à Volta »